# Suraphol Sombatcharoen
Lamduan Sombatcharoen, bedre kendt med kunstnernavnet สุรพล สมบัติเจริญ / Suraphol Sombatcharoen (født 25. september 1930, død 16. august 1968) var en thailandsk sanger.

## Diskografi
- เสียวใส้ (Siew Sai)
- ของปลอม (Khong Plom)
- คนหัวล้าน (Khon Hua Lan)
- แซซี้อ้ายลือเจ็กนัง (Sae See Ai Lue Jek Nung)
- ยิกเท้าโหลซัวะ (Yik Tao Low Suea)
- ลืมไม่ลง (Luem Mai Long)
- แก้วลืมดง (Kaew Luem Dong)
- สิบหกปีแห่งความหลัง (Sip Hok Pee Haeng Kwam Lang)